# 요시하마촌 (이와테현)
요시하마촌(吉浜村)은 1956년까지 이와테현 게센군에 존속했던 촌이다. 현재의 오후나토시 산리쿠초 요시하마에 해당한다.

## 연혁
- 1889년 4월 1일 - 정촌제 시행과 함께 히가시이와이군 요시하마촌이 성립하였다.
- 1956년 9월 30일 - 우스기누촌, 료리촌과 합병해 새로운 산리쿠촌이 되었다.

## 참고서적
- 『이와테현 정촌 합병지』(이와테현 총무부 지방과, 1957년)